# Franck Signorino
Franck Signorino (* 19. September 1981 in Nogent-sur-Marne) ist ein ehemaliger französischer Fußballspieler.

## Karriere

### Verein
Signorino war in der Jugend bis 1998 bei Le Perreux-sur-Marne aktiv. Im Sommer des gleichen Jahres unterzeichnete er beim FC Metz und durchlief die Jugendteams. Seine Profikarriere begann er dort zur Saison 2001/02, als er das erste Mal in den Profikader berufen wurden. Bei Metz blieb er für vier Jahre und absolvierte 83 Spiele und erzielte ein Tor. Im Sommer 2005 entschied er sich zu einem Wechsel zum FC Nantes. Der linke Verteidiger kostete den Kanarienvögeln eine Ablöse von 1,5 Millionen Euro. Zum Ende der Spielzeit 2006/07 stieg der FC Nantes als Tabellenletzter ab, Signorino wechselte daraufhin zum spanischen Erstligisten FC Getafe. Sein Klubdebüt dort gab Signorino am 30. Juli im UEFA-Pokal gegen Tottenham Hotspur.  Anschließend folgten einige Verletzungen, die ihn immer wieder behinderten. So konnte er erst am 16. Dezember 2007 sein erstes Ligaspiel bestreiten.
Bei Getafe war er weiterhin nur Reservespieler und wurde schließlich im Winter 2010 für den Rest der Saison an den FC Cartagena verliehen. Dort wurde er zwar Stammspieler, konnte mit seinen Leistungen jedoch nicht in Getafe überzeugen, sodass sein Vertrag im Sommer 2010 aufgelöst wurde.
Sein neuer Arbeitgeber wurde im Dezember 2010 der belgische Erstligist Sporting Charleroi, wo er einen Vertrag bis zum Ende der Saison unterschrieb. Das Team stieg jedoch ab und sein Vertrag wurde nicht verlängert. Nach einer Saison beim französischen Zweitligisten Stade Laval spielte von 2012 bis 2016 für Stade Reims.
In der Saison 2016/17 spielte er erneut für den FC Metz und beendete danach seine Karriere.